# Jarrod Bowen
Jarrod Bowen (Leominster, 20 de dezembro de 1996) é um futebolista inglês que atua como ponta-direita. Atualmente joga pelo West Ham e pela Seleção Inglesa.

## Infância
Bowen nasceu em Leominster, Herefordshire. Quando criança, era adepto do Manchester United e o seu ídolo era David Beckham.

## Carreira

### Hereford United
Como jovem, Bowen treinou à experiência no Aston Villa e Cardiff City. Após ser rejeitado por ambos os clubes, decidiu inicar a sua carreira no Hereford United. Jarrod fez a sua estreia pela equipa principal com apenas 17 anos, após impressionar o treinador Peter Beadle com as suas performances na equipa juvenil; jogando numa derrota por 2–0 contra oBarnet, a 22 de março de 2014. A 21 de abril do mesmo ano, marcou o primeiro golo da sua carreira, numa vitória caseira por 3–2 sobre o Alfreton Town.

### Hull City

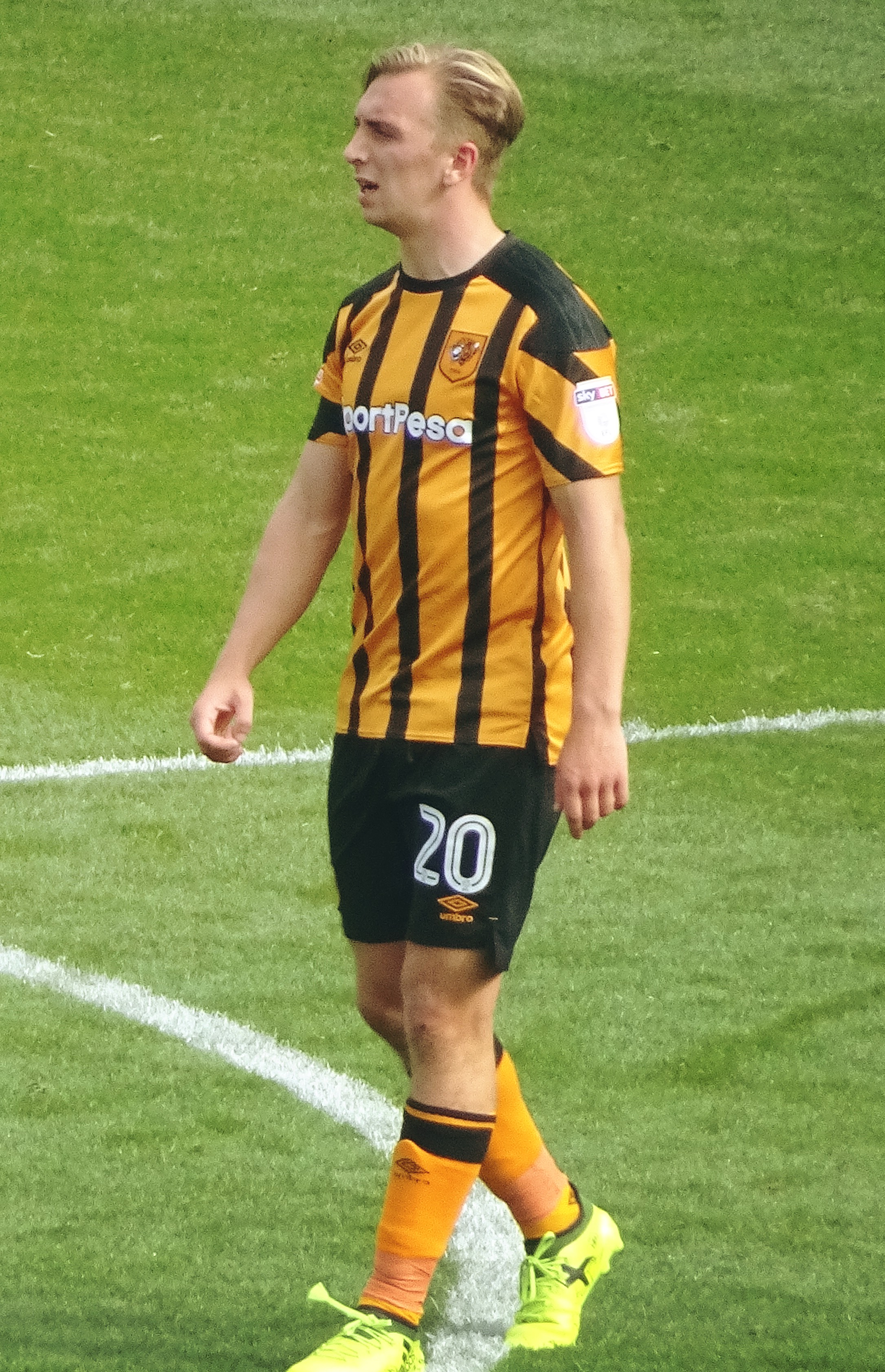
Bowen a jogar pelo Hull City, 2017

Após o Hereford ser, por motivos financeiros, expulso da Football Conference, em junho de 2014, Bowen, no mês seguinte, assinou contrato com o Hull City, clube da Premier League. Após impressionar durante a pré-época de 2016, Jarrod fez a sua estreia pela equipa principal a 23 de agosto, jogando os 90 minutos de uma vitória por 3–1 sobre o Exeter City, na Taça da Liga Inglesa. A 7 de novembro de 2016, Bowen renovou contrato por 2 anos com o Hull.
A 5 de agosto de 2017, Bowen marcou o seu primeiro golo pelo Hull City, num empate por 1–1 no terreno do Aston Villa. Em setembro de 2017, Jarrod renovou novamente contrato com os Tigers até junho de 2020. Na temporada 2017–18, foi o melhor marcador do clube, somando 15 golos em todas as competições. A 8 de maio de 2018, Bowen foi eletio Jogador do Ano tanto pelos colegas de equipa como pelos adeptos do Hull City.
Em janeiro de 2019, Bowen recebeu o prémio de Jogador do Mês do Championship para dezembro de 2018. Em março, foi selecionado para o Melhor XI do Championship da temporada 2018–19. Nessa época, Jarrod marcou 22 golos em todas as competições, terminando novamente como melhor marcador da equipa. A 7 de maio de 2019, Bowen recebeu 3 prémios de Melhor Jogador do Hull City, atribuídos pelo clube, colegas de equipa e adeptos.
A 27 de novembro de 2019, Bowen marcou o seu 50º golo pelo Hull City, ao bisar numa vitória caseira por 4–0 sobre o Preston North End. A 1 de janeiro de 2020, marcou o seu último golo pelos Tigers, numa vitória fora por 1–0 sobre o Sheffield Wednesday.

### West Ham United
A 31 de janeiro de 2020, Bowen transferiu-se para o West Ham United, da Premier League, por uma taxa inicial de 18 milhões de libras + 7 milhões de libras mediante o cumprimento de objetivos. A 29 de fevereiro, no seu primeiro jogo a titular pelos Hammers, Jarrod marcou o seu primeiro golo pelo clube, numa vitória por 3–1 sobre o Southampton.
A 27 de setembro de 2020, Bowen marcou os seus primeiros golos na temporada 2020-21 ao bisar numa vitória por 4–0 sobre o Wolverhampton Wanderers. Uma semana depois, a 4 de outubro, marcou o último golo de uma vitória por 3–0 em casa do Leicester City. Na segunda metade da época, Jarrod marcou 3 golos em 3 jogos consecutivos: um empate por 3–3 frente ao Arsenal e vitórias por 3–2 sobre Wolves e Leicester; terminando a temporada com 8 golos na Premier League.
A 21 de outubro de 2021, Bowen marcou o seu primeiro golo em competições europeias, numa vitória por 3–0 sobre o Genk na fase de grupos da Liga Europa. A 8 de maio de 2022, Bowen fez 2 assistências contra o Norwich City, tornando-se o primeiro jogador do West Ham a registar 10 golos e 10 assistências numa época desde Paolo di Canio em 1999–2000. No dia seguinte, Bowen foi eleito Jogador da Temporada do West Ham pelos seus companheiros de equipa. Bowen terminou a temporada 2021–22 como melhor marcador do West Ham, somando 18 golos em todas as competições, 12 deles na Premier League.
A 7 de junho de 2023, na final da Liga Conferência de 2023, Bowen marcou, aos 90 minutos, o golo da vitória por 2–1 sobre a Fiorentina, ajudando o West Ham a conquistar o seu primeiro troféu em 43 anos. Além disso, tornou-se o primeiro inglês a marcar o golo da vitória numa final europeia desde Alan Smith, do Arsenal, na final da Taça das Taças de 1993–94, contra o Parma. Tendo marcado 6 golos no torneio, Bowen foi incluído no Melhor XI da Liga Conferência 2022–23, escolhido pela UEFA.

## Seleção Inglesa
A 24 de maio de 2022, Bowen foi pela primeira vez convocado pela Seleção Inglesa para jogos da Liga das Nações contra Hungria, Alemanha e Itália. A 4 de junho, Bowen fez a sua estreia internacional, jogando os 90 minutos de uma derrota por 1–0 frente à Hungria. O The Daily Telegraph elogiou o seu desempenho na partida.

## Estilo de Jogo
Bowen é considerado um jogador rápido, direto, móvel e enérgico, com boa técnica e faro de golo, sendo reconhecido pela sua velocidade, movimentações, finalização, agilidade e controlo de bola; sendo capaz de usar as suas capacidades para criar oportunidades de golo para si mesmo ou para os seus companheiros de equipa. Versátil taticamente, atua preferencialmente como extremo direito, atuando como extremo invertido por ser canhoto. No entanto, também pode jogar a ponta-de-lança, médio-ofensivo ou segundo avançado.

## Vida Pessoal
O pai de Bowen, Sam, é ex-futebolista semi-profissional. Enquanto jogador do Merthyr Tydfil, marcou 5 golos na sua estreia, em agosto de 1996. Posteriormente, treinou à experiência no West Ham, onde impressionou o treinador Harry Redknapp. No entanto, a transferência para os Hammers colapsou devido às exigências financeiras do seu cluebe. Sam também marcou hat-tricks nos seus jogos de estreia por Forest Green Rovers e Worcester City, levando o tablóide South Wales Argus a intitulá-lo "Debut King" ("Rei das Estreias") após a sua transferência para o Newport County, em janeiro de 2004.
Em outubro de 2021, foi noticiado que Bowen se encontrava num relacionamento com a personalidade de reality shows Dani Dyer. A 20 de janeiro de 2023, o casal anunciou que Dani estava grávida de gémeos. As suas filhas, Star e Summer, nasceram a 22 de maio de 2023.

## Estatísticas

### Clube
- Atualizado até 7 de junho de 2023

| Clube             | Temporada         | Competição        | Competição | Competição | FA Cup | FA Cup | EFL Cup | EFL Cup | Europe | Europe | Total | Total |
| Clube             | Temporada         | Divisão           | Jogos      | Golos      | Jogos  | Golos  | Jogos   | Golos   | Jogos  | Golos  | Jogos | Golos |
| ----------------- | ----------------- | ----------------- | ---------- | ---------- | ------ | ------ | ------- | ------- | ------ | ------ | ----- | ----- |
| Hereford United   | 2013–14           | National League   | 8          | 1          | 0      | 0      | —       | —       | —      | —      | 8     | 1     |
| Hull City         | 2014–15           | Premier League    | 0          | 0          | 0      | 0      | 0       | 0       | 0      | 0      | 0     | 0     |
| Hull City         | 2015–16           | Championship      | 0          | 0          | 0      | 0      | 0       | 0       | —      | —      | 0     | 0     |
| Hull City         | 2016–17           | Premier League    | 7          | 0          | 0      | 0      | 2       | 0       | —      | —      | 9     | 0     |
| Hull City         | 2017–18           | Championship      | 42         | 14         | 2      | 1      | 0       | 0       | —      | —      | 44    | 15    |
| Hull City         | 2018–19           | Championship      | 46         | 22         | 0      | 0      | 0       | 0       | —      | —      | 46    | 22    |
| Hull City         | 2019–20           | Championship      | 29         | 16         | 2      | 0      | 1       | 1       | —      | —      | 32    | 17    |
| Hull City         | Total             | Total             | 124        | 52         | 4      | 1      | 3       | 1       | 0      | 0      | 131   | 54    |
| West Ham United   | 2019–20           | Premier League    | 13         | 1          | —      | —      | —       | —       | —      | —      | 13    | 1     |
| West Ham United   | 2020–21           | Premier League    | 38         | 8          | 2      | 0      | 0       | 0       | —      | —      | 40    | 8     |
| West Ham United   | 2021–22           | Premier League    | 36         | 12         | 3      | 2      | 3       | 1       | 9      | 3      | 51    | 18    |
| West Ham United   | 2022–23           | Premier League    | 38         | 6          | 3      | 1      | 1       | 0       | 12     | 6      | 54    | 13    |
| West Ham United   | Total             | Total             | 125        | 27         | 8      | 3      | 4       | 1       | 21     | 9      | 158   | 40    |
| Total de Carreira | Total de Carreira | Total de Carreira | 257        | 80         | 12     | 4      | 7       | 2       | 21     | 9      | 297   | 95    |

1. ↑  Jogos na Liga Europa
2. ↑  Jogos na Liga Conferência

### Internacional
- Atualizado até 14 de junho de 2022[48]

| Seleção    | Ano   | Jogos | Golos |
| ---------- | ----- | ----- | ----- |
| Inglaterra | 2022  | 4     | 0     |
| Total      | Total | 4     | 0     |

## Títulos
West Ham
- Liga Conferência Europa da UEFA: 2022–23[49]

### Prêmios Individuais
- Jogador do mês da EFL Championship: dezembro de 2018,[18] novembro de 2019[50]
- Equipe da Temporada da EFL Championship: 2018–19[51]
- Equipe da Temporada da Liga Conferência Europa da UEFA: 2022–23[32]